# Tangara jaune et bleu
Bangsia arcaei
Espèce
Synonymes
- Buthraupis arcaei

Statut de conservation UICN

 NT  : Quasi menacé
Le Tangara jaune et bleu (Bangsia arcaei) est une espèce de passereaux appartenant à la famille des Thraupidae.

## Répartition et habitat
Cet oiseau peuple la cordillère de Talamanca et la serranía del Darién. Il vit dans la forêt sempervirente de plaine et de montagne entre 300 et 1 500 m d'altitude.

## Alimentation
Il se nourrit dans la canopée de fruits, d'insectes, d'araignées et occasionnellement de nectar.